# Баранова, Екатерина Евгеньевна
Екатери́на Евге́ньевна Бара́нова (1886—1981, Ленинград, СССР) — советская актриса, заслуженная артистка РСФСР (1945), лауреат Сталинской премии (1952).

## Биография
Родилась в 1886 году. Работала в театре с 1906 года, в Иркутском драматическом театре с 1935 года.
Избиралась депутатом Верховного Совета РСФСР 2-го созыва.
Умерла в Ленинградском доме ветеранов сцены.

## Основные роли
- «Последняя жертва» — Глафира Фирсовна;
- «Без вины виноватые» — Галчиха;
- «Лес» — Улита;
- «Гроза» — Феклуша;
- «Невольница» — Марфа;
- «Ревизор» — унтер-офицерская жена;
- «Канун грозы» — Пелагея (Сталинская премия, 1952);
- «Мать своих детей» — Екатерина Ивановна Лагутина.